# Frank O'Hara
Francis Russell O'Hara, detto Frank (Baltimora, 27 marzo 1926 – Mastic Beach, 25 luglio 1966), è stato un poeta, scrittore e critico d'arte statunitense.

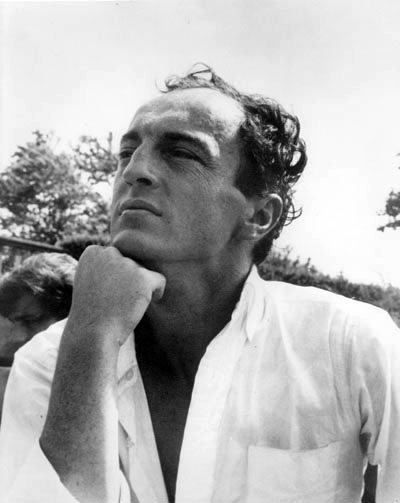
Frank O'Hara

Per via del suo lavoro di curatore presso il Museum of Modern Art, O'Hara era un personaggio di rilievo nel mondo dell'arte di New York. Era anche una figura di spicco della New York School, un gruppo informale di artisti, scrittori e musicisti che traevano ispirazione da jazz, surrealismo, espressionismo astratto, action painting e altri movimenti artistici d'avanguardia contemporanei.
La poesia di O'Hara ha toni e contenuti personali, e viene descritta come "leggere pagine di diario". Il poeta e critico Mark Doty sostiene che la poesia di O'Hara è "urbana, ironica, a volte genuinamente celebrativa e spesso selvaggiamente divertente", contiene "materiale e associazioni estranei alla poesia accademica", come "stelle del cinema degli anni venti e trenta, il paesaggio quotidiano di attività sociale a Manhattan, musica jazz, telefonate di amici". Scrivendo, O'Hara ha cercato di cogliere nelle sue poesie l'immediatezza della vita, convinto che la poesia dovrebbe essere "tra due persone, non tra due pagine". Ha vinto il National Book Award per la poesia con la raccolta postuma The Collected Poems of Frank O'Hara, pubblicata nel 1971.

## Biografia
Figlio di Russell Joseph O'Hara e Katherine (nata Broderick), nacque a Baltimora, nel Maryland, ma crebbe a Grafton, nel Massachusetts.
Crebbe credendo di essere nato in giugno, pur essendo nato in marzo, perché i genitori avevano modificato la sua data di nascita per nascondere che era stato concepito fuori dal matrimonio. Frequentò la St. John High School, poi studiò pianoforte al New England Conservatory di Boston dal 1941 al 1944.
Nel 1944 si arruolò in marina, e servì per due anni nel Pacifico e in Giappone.
Dopo la guerra, con i fondi messi a disposizione per i veterani, frequentò l'Università di Harvard, dove divise la stanza con l'artista e scrittore Edward Gorey. Sebbene O'Hara fosse laureato in musica e avesse composto alcune partiture, i suoi interessi erano disparati. Frequentò anche corsi di filosofia e teologia, e scriveva nel tempo libero. O'Hara venne fortemente influenzato dalle arti visive e dalla musica contemporanea, che era il suo primo amore. Apprezzava molto le opere di autori come Arthur Rimbaud, Stéphane Mallarmé, Boris Pasternak, e Vladimir Majakovskij. Durante il suo periodo ad Harvard, O'Hara incontrò John Ashbery e iniziò a pubblicare poesie sull'Harvard Advocate. Nel 1950 si laureò in inglese.
In seguito frequentò la scuola di specializzazione presso l'Università del Michigan ad Ann Arbor. In quel periodo vinse un Hopwood Award e nel 1951 conseguì un master in letteratura inglese. In autunno, si trasferì a New York, dove divideva l'appartamento con Joe LeSueur, che sarebbe stato il suo compagno di stanza (e sporadicamente anche amante) per gli 11 anni seguenti. Durante questo periodo, iniziò a insegnare alla New School di New York. Nell'estate 1959 conobbe il ballerino canadese Vincent Warren e i due furono compagni fino alla morte di O'Hara nel 1966. Warren ispirò a O'Hara numerose poesie, tra cui "Poem", "Les Luths", "Poem (So many echoes in my head)" e "Having a Coke with You".
Conosciuto per il suo calore e la sua espansività, O'Hara ebbe centinaia di amici e amanti, molti dei quali provenienti dal mondo dell'arte newyorchese, tra cui Willem de Kooning, Larry Rivers e Joan Mitchell. Poco dopo essere arrivato a New York, infatti, venne assunto al Museum of Modern Art, e iniziò a scrivere seriamente. Nel 1960 divenne curatore della sezione pittura e scultura.
Nelle prime ore del 24 luglio del 1966 fu investito da una jeep che viaggiava ad alta velocità sulla spiagga di Fire Island, poco dopo che il taxi su cui viaggiava insieme a un gruppo di amici si era fermato a causa di un guasto. Morì il giorno successivo al Bayview Hospital di Mastic Beach, Long Island, all'età di 40 anni.. Tentativi di incriminare il suo omicida, il guidatore ventitreenne Kenneth L. Ruzicka, non ebbero però alcun seguito giudiziario e il giovane venne assolto; molte persone vicine a O'Hara affermarono che la polizia avesse condotto volontariamente un'investigazione superficiale dell'accaduto per proteggere un loro concittadino e per la poca simpatia nei confronti degli omosessuali che frequentavano l'isola.  È sepolto al Green River Cemetery di Long Island. Sulla sua tomba sono incisi alcuni versi della sua poesia In memory of my feelings, i quali recitano: "La fortuna di nascere e vivere quanto più diversamente si possa".

## Poetica
Sebbene la poetica di O'Hara sia in genere autobiografica, tende a essere basata sulle sue osservazioni della vita di New York piuttosto che sulle esplorazioni del suo passato. Nella sua introduzione a The Collected Poems of Frank O'Hara, Donald Allen sostiene che "Frank O'Hara tendeva a pensare delle sue poesie come a una registrazione della sua vita, il che è evidente in gran parte del suo lavoro". O'Hara ne parlò in una dichiarazione per New American Poetry:
Il tempo passato in Marina, durante la sua formazione al Sampson Naval Training Center, insieme agli anni trascorsi alla St. John's High School gli fece sviluppare uno stile di osservazione solitaria, che in seguito avrebbe utilizzato nelle sue poesie. Immerso in una routine quotidiana di ferrea disciplina, prima alla scuola cattolica e poi in Marina, era in grado di astrarsi dalle situazioni e afferrarne gli aspetti più singolari. Spesso, poi, li appuntava per scritti successivi o li scriveva nelle lettere. Questa abilità di scrutare e registrare durante il trambusto della vita quotidiana sarebbe diventata, in seguito, uno degli aspetti più importanti che hanno caratterizzato O'Hara come un poeta urbano che scriveva a braccio.
Tra i suoi amici, O'Hara era noto per trattare la poesia in modo sprezzante, qualcosa da fare solo sul momento. John Ashbery sostiene di aver sentito O'Hara "sputare fuori poesie in momenti del tutto assurdi: nel suo ufficio al MoMA, in strada all'ora di pranzo e addirittura in stanze piene di gente, per poi metterle via in cassetti e dimenticarsele".
Nel 1959 scrisse un finto manifesto chiamato Personism in cui spiega la sua posizione sulla struttura formale: "Non mi piacciono il ritmo, l'assonanza, tutte quelle cose. Fanno venire il nervoso. Se uno ti sta inseguendo per la strada con un coltello, scappi, non ti giri a gridare: 'Smettila, ero una stella dell'atletica alla Mineola Prep'". In risposta all'eccessiva enfasi accademica per la forma, dice: "Per quanto mi riguarda, la metrica e gli altri apparati tecnici sono solo questione di buon senso: se compri un paio di pantaloni, vuoi che siano abbastanza stretti così tutti vorranno venire a letto con te. Non c'è niente di metafisico in questo". Egli sostiene che il 27 agosto 1959, parlando con LeRoi Jones, fondò un movimento chiamato Personism che può essere "la morte della letteratura come la conosciamo".
La sua poetica mostra l'influenza dell'espressionismo astratto, del surrealismo, della poesia russa e dei poeti associati al simbolismo francese. Ashbery dice: "La poesia che significava più di lui era o francese - Rimbaud, Mallarmé, i surrealisti: poeti che parlano la lingua di tutti i giorni nel sogno del lettore - o russa - Pasternak e soprattutto Majakovskij, dai quali ha raccolto ciò che James Schuyler chiamava il 'grido intimo'". Come membro della New York School, O'Hara ha in qualche misura racchiuso la filosofia compositiva dei pittori della New York School.
Ashbery dice: "Per Frank O'Hara il concetto di poesia come cronaca dell'atto che lo produce era rafforzato dall'incontro coi grandi dipinti di Jackson Pollock, Franz Kline e Willem de Kooning e dal realismo dei lavori di pittori come Jane Freilicher e Larry Rivers". Questa interazione tra poeta e pittore è evidente nella poesia Why I am Not A Painter, in cui O'Hara compara il processo di scrivere una poesia con la creazione un quadro.
O'Hara è stato influenzato anche da William Carlos Williams. Nel suo libro Frank O'Hara, Poet among Painters Marjorie Perloff sostiene che lui e Williams usavano entrambi il linguaggio comune e frasi semplici. Perloff sottolinea inoltre le somiglianze tra l'Autobiographia Literaria di O'Hara e Invocation and Conclusion di Williams. Entrambe mostrano un interesse per l'individuo che può essere sé stesso solo quando è isolato.

## Opere

### Libri
- A City Winter and Other Poems (1952)
- Oranges (1953)
- Meditations in an Emergency (1957)
- Second Avenue (1960)
- Odes (1960)
- Lunch Poems (1964)
- Love Poems (1965)

### Libri postumi
- The Collected Poems of Frank O'Hara (1971, ristampato nel 1995) - vincitore del National Book Award insieme a Selected Poems di Howard Moss[4]
- The Selected Poems of Frank O'Hara (1974)
- Standing Still and Walking in New York a cura di Donald Allen (1975)
- Early Writing a cura di Donald Allen (1977)
- Poems Retrieved. a cura di Donald Allen (1977)
- Selected Plays a cura di Ron Padgett, Joan Simon e Anne Waldman (1978)
- Amorous Nightmares of Delay: Selected Plays (1997)
- Selected Poems. a cura di Mark Ford (2008)
- Poems Retrieved (2013)
- Lunch Poems edizione 50º anniversario (2014)

### Mostre
- Jackson Pollock (1959)
- New Spanish painting and sculpture (New York: The Museum of Modern Art, 1960)
- Robert Motherwell: with selections from the artist's writings (New York: The Museum of Modern Art, 1965)
- Nakian (New York: The Museum of Modern Art, 1966)
- Art Chronicles, 1954–1966 (1975)

## Nella cultura di massa

### Film
Nel film Beastly, i protagonisti leggono la poesia Having a Coke with You.

### Letteratura
O'Hara è un personaggio secondario nel romanzo Ogni cuore umano di William Boyd.

### Televisione
Nell'episodio Il caso della sceneggiatura scomparsa della prima stagione di Bored to Death - Investigatore per noia, il protagonista perde un copione scritto da Jim Jarmusch sulla vita di Frank O'Hara.
Nella serie televisiva Mad Men sono presenti molteplici riferimenti alle poesie di Frank O'Hara. In particolare, in coda al primo episodio della seconda stagione, il protagonista Don Draper recita la poesia Mayakovsky, tratta dalla raccolta Meditations in an Emergency.
Nella serie televisiva Normal People, BBC, Connel regala a Marianne una raccolta di poesie di Frank O'Hara per il suo compleanno.

### Musica
- For Frank O'Hara, partitura di Morton Feldman
- Frank O'Hara Hit, canzone dei Chelsea Light Moving

### Monumenti
Il 10 giugno 2014 è stata inaugurata una targa al 441 East Ninth Street, una delle residenze di O'Hara a New York. Il poeta Tony Towle, che ha ereditato l'appartamento da O'Hara, e Edmund Berrigan hanno letto alcune delle sue opere durante l'evento.